# Юго-Александровка (Кемеровский район)
Юго-Алекса́ндровка — посёлок в Кемеровском районе Кемеровской области. Входит в состав Арсентьевского сельского поселения.

## География
Центральная часть населённого пункта расположена на высоте 284 метров над уровнем моря.

## Население
По данным Всероссийской переписи населения 2010 года, в посёлке Юго-Александровка проживает 9 человек (7 мужчин, 2 женщины).